# Spring (Milz)
Die Spring ist ein etwa 6,7 km langer, rechter und nördlicher Zufluss der Milz im thüringischen Landkreis Hildburghausen, der auf dem Gebiet der Kleinstadt Römhild verläuft-

## Geographie

### Verlauf
Die Spring entspringt auf einer Höhe von 336,4 m ü. NHN in den Gleichbergen, nördlich der Ortschaft Haina. 
Zunächst fließt sie in südlicher Richtung durch Haina, danach erst durch den Ortsteil Spitalmühle der Kleinstadt Römhild, danach durch Römhild selbst. Östlich des Ortes Milz mündet sie schließlich auf einer Höhe von 293,6 m ü. NHN von rechts und Norden in den gleichnamigen Fluss.
Ihr 6,7 km langer Lauf endet ungefähr 43 Höhenmeter unterhalb ihrer Quelle, sie hat somit ein mittleres Sohlgefälle von etwa 6,4 ‰.

### Zuflüsse
Zu den Zuflüssen der Spring gehören (flussabwärts betrachtet):
- Hutschbach (rechts), Haina
- Sulza (rechts), Haina
- Augraben (links), Haina
- Bergraben (rechts)
- Biber (links), Römhild-Spitalmühle
- Moorgraben (rechts)
- Berggraben (rechts)
- Merzelbach (links), Milz

### Flusssystem Milz
- Fließgewässer im Flusssystem Milz

### Ortschaften
Zu den Ortschaften an der Spring gehören (flussabwärts betrachtet):
- Haina
- Römhild
- Milz